# Otto Henrik Brakel
Otto Henrik Brakel, född omkring 1658 i Estland, död 1 november 1713 i Nykarleby, var en svensk militär.
Otto Henrik Brakel var son till överste Georg Antoni Brakel och Catharina Vellingk. Han blev fältväbel vid Kronobergs regemente 1674, fänrik vid Marinregementet 1676, fänrik vid Tavastehus regemente 1679, löjtnant där samma år, kaptenlöjtnant 1680, kapten vid garnisonsregementet i Stade 1689, major där 1700 och överstelöjtnant där 1705. Brakel var överste och chef för Ingermanländska dragonregementet 1710–1713 och erhöll i maj 1713 avsked med generalmajors karaktär.